# Pinguinenkap
Das Pinguinenkap (englisch Penguin Point, in Argentinien Punta Pingüino) ist eine Landspitze im Zentrum der Südküste der Seymour-Insel vor der nördlichen Ostküste der Antarktischen Halbinsel. Es liegt südöstlich der James-Ross-Insel am Südrand des Erebus-und-Terror-Golfs.
Wahrscheinlich sichteten Teilnehmer der britischen Antarktisexpedition (1839–1843) unter der Leitung James Clark Ross’ die Landspitze erstmals. Eine grobe Kartierung nahm der Norweger Carl Anton Larsen bei seiner Antarktisfahrt mit der Jason (1892–1894) vor. Eine neuerliche Kartierung erfolgte bei der schwedischen Antarktisexpedition (1901–1903) unter der Leitung Otto Nordenskjölds. Dieser benannte die Landspitze nach der hier ansässigen Kolonie von Adeliepinguinen. Im antarktischen Sommer 2009/2010 wurde die Anzahl der Brutpaare auf 16.000 geschätzt, weshalb BirdLife International das Pinguinenkap als Important Bird Area (AQ070) ausweist.